# Pócsmegyer
Pócsmegyer è un comune dell'Ungheria di 1.244 abitanti (dati 2001) situato nella contea di Pest, nell'Ungheria settentrionale.